# Berndorf bei Salzburg
Berndorf bei Salzburg è un comune austriaco di 1 709 abitanti nel distretto di Salzburg-Umgebung, nel Salisburghese.